# ODAB-500P
ODAB-500P (ros. ОДАБ-500П) – radziecka bomba paliwowo-powietrzna wagomiaru 500 kg. 

## Historia
Pod koniec 70. WWS wprowadziły do uzbrojenia bombę paliwowo-powietrzną ODAB-500. Została ona użyta podczas wojny w Afganistanie, gdzie okazało się, że zastosowany materiał wybuchowy – tlenek etylenu pomimo swojej lotności często nie tworzy odpowiedniego obłoku powietrzno-gazowego i w rezultacie prawidłowo działa od 15 do 50% bomb. Dlatego podjęto prace nad nową generacją broni paliwowo-powietrznej, której przedstawicielem jest bomba ODAB-500P. Bomba zawiera w cienkościennym korpusie 145 kg piperylenu (1,3-pentadienu) i siedem ładunków stałego materiału wybuchowego (o łącznej masie 23 kg). Wybuch stałego materiału wybuchowego tworzy obłok paliwowo-powietrzny, którego wybuch jest inicjowany dodatkowym zapalnikiem. Dzięki zastosowaniu płynnego materiału wybuchowego skuteczność rażenia bomby jest prawie trzykrotnie wyższa, niż klasycznej bomby burzącej o tym samym wagomiarze.